# زدوب سی زدوب
زدوب سی زدوب (به انگلیسی: Zdob și Zdub) گروه موسیقی اهل مولداوی است.
آن‌ها به همراه آدواهوو برادرز نماینده مولداوی در یوروویژن ۲۰۲۲ بودند.